# 90210: Nová generace
90210: Nová generace (v anglickém originále 90210) je americký dramatický televizní seriál, jehož autory jsou Rob Thomas, Gabe Sachs a Jeff Judah. Je sequelem seriálu Beverly Hills 90210. Premiérově byl vysílán v letech 2008–2013 na stanici The CW. Celkově bylo natočeno 114 dílů v pěti řadách.
Během prvních dvou řad se v seriálu objevilo několik herců z původního Beverley Hills 90210, včetně Jennie Garth, Shannen Doherty, Ann Gillespie, Tori Spelling a Joea E. Tatea.

## Příběh
Seriál sleduje osudy několika zámožných studentů na fiktivní střední škole West Beverly Hills High, převážně nově příchozích sourozenců Annie Wilsonové a jejího bratra Dixona. Jejich otec, Harry Wilson, se vrací z Kansasu právě do rodného Beverly Hills, aby se postaral o svou matku Tabithu, bývalou televizní a divadelní herečku, která má problémy s alkoholem a dobře nevychází ani s Harryho ženou Debbie. Annie a Dixon si zanedlouho mezi místními nacházejí nové přátele, kteří se brzy stanou součástí jejich životů.

## Obsazení
- Rob Estes (český dabing: Jiří Ptáčník) jako Harry Wilson (1.–2. řada)
- Shenae Grimes (český dabing: Marika Šoposká) jako Annie Wilsonová
- Tristan Wilds (český dabing: Oldřich Hajlich) jako Dixon Wilson
- AnnaLynne McCord (český dabing: Martina Kechnerová) jako Naomi Clarková
- Dustin Milligan (český dabing: Jan Škvor) jako Ethan Ward (1. řada)
- Ryan Eggold (český dabing: Filip Švarc) jako Ryan Matthews (1.–3. řada)
- Jessica Stroup (český dabing: Kristýna Valová) jako Erin Silverová
- Michael Steger (český dabing: Michal Holán [1.–4. řada], Libor Bouček [4.–5. řada]) jako Navid Shirazi
- Lori Loughlin (český dabing: Kateřina Seidlová [1.–2. řada], Helena Dytrtová [3. a 5. řada]) jako Debbie Wilsonová (1.–3. řada, jako host v 5. řadě)
- Jessica Walter (český dabing: Alena Procházková) jako Tabitha Wilsonová (1. řada)
- Jessica Lowndes (český dabing: Pavlína Dytrtová) jako Adrianna Tateová-Duncanová
- Matt Lanter (český dabing: Petr Neskusil) jako Liam Court (2.–5. řada, jako host v 1. řadě)
- Trevor Donovan (český dabing: Radek Hoppe) jako Teddy Montgomery (3. řada, jako host ve 2., 4. a 5. řadě)
- Gillian Zinser (český dabing: Kristýna Jelínková) jako Ivy Sullivanová (3.–4. řada, jako host ve 2. řadě)

## Vysílání
| Řada | Díly | Premiéra v USA | Premiéra v USA  | Premiéra v ČR     | Premiéra v ČR     |
| Řada | Díly | První díl      | Poslední díl    | První díl         | Poslední díl      |
| ---- | ---- | -------------- | --------------- | ----------------- | ----------------- |
| 1    | 24   | 2. září 2008   | 19. května 2009 | 28. dubna 2014    | 29. května 2014   |
| 2    | 22   | 8. září 2009   | 17. května 2010 | 30. května 2014   | 30. června 2014   |
| 3    | 22   | 13. září 2010  | 16. května 2011 | 1. července 2014  | 30. července 2014 |
| 4    | 24   | 13. září 2011  | 15. května 2012 | 31. července 2014 | 2. září 2014      |
| 5    | 22   | 8. října 2012  | 13. května 2013 | 3. září 2014      | 2. října 2014     |

V USA seriál vysílala stanice The CW. V České republice byl seriál premiérově vysílán na stanici Nova Cinema.

## Přijetí
Seriál získal několik nominací na ceny jako People's Choice Awards, Teen Choice Awards či Young Hollywood Awards. V roce 2009 získal cenu ASCAP Award v kategorii Nejlepší televizní seriál. V roce 2010 získala Jessica Stroup cenu Young Hollywood Award v kategorii Objev roku. Na předávání cen pro objevy roku Breakthrough of the Year Award získala tentýž rok cenu AnnaLynne McCord. Shenae Grimes získala cenu Teen Choice Award 2010 v kategorii Zlodějka scén.